# Camille Heitz
Camille Heitz, née le 19 mars 1986 à Saint-Étienne, est une nageuse avec palmes française, licenciée  au Paris Palmes Olympique  (PPO) depuis 2011 et à la Fédération française d'études et de sports sous-marins (FFESSM), membre de l'équipe de France depuis 2001 et ingénieur de formation (diplômée de l'INSA de Toulouse). 
Elle est entraînée par Hugues Brilhault, et Michel Kitchev.
Ses coéquipières de club sont, entre autres, Léa Pasqualotti (membre de l'équipe de France) et Lisa Saint-Jours (médaillée de bronze aux championnats d'Europe par équipes). 

## Palmarès
- Recordwoman d'Europe du 100 immersion en 2008 (Eger, Hongrie) ;
- Recordwoman de France des 50 m surface, 100 m surface, 50 m apnée, et 100 m immersion, des 4 × 100 m surface et 4 × 200 m club et nation ;
- Championne des Jeux Mondiaux (World Games) de nage avec palmes 50 m apnée, en 2013 (Cali, Colombie) ;
- Médaillée de Bronze des Jeux Mondiaux (World Games) de nage avec palmes 100 m surface, en 2009 (Kaohsiung, Taïwan) ;
- 3e du championnat du monde de nage avec palmes individuelle 50 m apnée, en 2013 (Kazan, Russie) ;
- Double vice-championne du monde de nage avec palmes individuelle en Hongrie (Hódmezővásárhely), en 2011, sur 50 m apnée (16 s 75), et  sur 100 m surface (40 s 63) ;
- 3e du championnat du monde de nage avec palmes individuelle 100 m immersion, en 2007 (Bari, Italie) ;
- Double championne d'Europe de nage avec palmes individuelle 100 m immersion, en 2008 (Hongrie) et en 2010 (Russie) ;
- Vice-championne d'Europe de nage avec palmes individuelle 100 m immersion en Italie (Lignano Sabbiadoro), en 2012 ;
- Vice-championne d'Europe de nage avec palmes individuelle 100 m surface en Hongrie, en 2008 ;
- 3e du championnat d'Europe de nage avec palmes individuelle 50 m apnée en Hongrie, en 2008 ;
- 3e du championnat d'Europe de nage avec palmes par équipes au relais 4 × 100 m en Hongrie, en 2008 ;
- Deux victoires à l'Open International de Nage avec Palmes, en 2011 et 2012.